# Rózsaeső
A Rózsaeső Nagyváradon havonta megjelenő, kisebbségi magyar római katolikus hitbuzgalmi folyóirat volt 1933. június 3-tól 1938 áprilisáig. Szerkesztője és kiadója, dr. Tombory Béla segédlelkész alapította Lisieux-i Szent Teréz tiszteletére. Legfőbb rovatvezetői voltak Bikfalvy Marika, Székely László és Vidosits Gyula is.
A folyóirat általában történeteket közölt „lányok és missziók védőszentjéről”, és verseiből is.
Állandó munkatársai között ott voltak Bikfalvi Marika, Dévald László és Galló Géza. Dévald Lászlótól több novellát is közölt a lap, és fordításai között ott voltak a Barbu Ștefănescu Delavrancea A nagyapó (1936/4) és I. Al. Brătescu-Voinești A fülemüle halála (1936/6) című elbeszélések. Ebben a folyóiratban is megjelent újraközlésben Dsida Jenő Thérèse de Lisieux (Lisieux-i Szent Teréz) nevű verse. Szerkesztője volt Bartal Ráfael is, aki Paláston plébános volt 1937 és 1948 között.